# (1583) Antíloco
(1583) Antíloco es un asteroide que forma parte de los asteroides troyanos de Júpiter y fue descubierto el 19 de septiembre de 1950 por Sylvain Julien Victor Arend desde el Real Observatorio de Bélgica, Uccle.

## Designación y nombre
Antíloco fue designado al principio como 1950 SA.
Posteriormente se nombró por Antíloco, un personaje de la mitología griega.

## Características orbitales
Antíloco orbita a una distancia media de 5,125 ua del Sol, pudiendo acercarse hasta 4,856 ua. Su inclinación orbital es 28,53° y la excentricidad 0,05237. Emplea 4238 días en completar una órbita alrededor del Sol.